# Ali Mohammed Moujawar
Ali Mohamed Moujawar (en arabe :علي محمد مجور), né en 1953, est un homme d'État yéménite.
Premier ministre du Yémen à partir du 31 mars 2007, il démissionne le 20 mars 2011 et assure la gestion des affaires courantes jusqu'au 10 décembre 2011, date de la prise de fonctions de son successeur, Mohamed Basindawa.

## Biographie
Il est diplômé de l'université d'Alger en obtenant une licence en 1981 puis de l'université de Grenoble, en obtenant en gestion une maîtrise 1987 et puis un doctorat en 1991.
Membre du parti Congrès général du peuple, le parti dominant du pays avec le Parti socialiste yéménite, ministre sortant de l'Électricité, il succède comme Premier ministre à Abdul Qadir Bajamal.
Le 20 mars 2011, lors de la révolution yéménite, peu après la démission des ministres des Transports, des Waqfs et du Tourisme, le président Ali Abdallah Saleh décide de limoger le gouvernement.
Le 3 juin 2011, lors de la bataille de Sanaa, il est blessé, en compagnie d'Ali Abdallah Saleh lors de l'attaque contre la mosquée présidentielle al-Nahdin,. Il reprend ses fonctions le 24 août.